# 中文输入技术
中文输入技术是指将汉字输入计算机等电子设备的技术，它是中文信息处理技术的一个重要组成部分。
- 电脑键盘输入：也称中文输入法，是最常见的输入手段。这种方法对汉字进行编码并通过键盘输入。

- 语音输入：使用语音识别技术，对汉语语音进行智能识别的方法。语音输入入门难度低，但输入速度不高，且受到环境噪音影响很大。目前语音识别没有完全成熟，针对特定人的语音还需要进行计算机“训练”。比较著名的方案有IBM的ViaVoice。

- 手写输入：对笔迹进行智能识别的技术，一般使用专用手写板进行输入，也可利用鼠标、触摸屏输入。手写输入技术已经非常成熟，从早期要求宋体、楷体独立笔画输入，发展到行书及部分草书的连笔识别。输入速度中等，识别率95%甚至更高。比较流行的有汉王手写系统、希望之星手写系统，谷歌拼音输入法等。
- 光學字元識別：对印刷体进行光学扫描后进行智能识别的技术。输入速度高，识别率98%以上，技术成熟。现在的系统一般能恢复版面信息和字体信息，并能对中英文混排有较好的处理。著名的有清华文通等。

- 其他：
  - 手机输入法：使用数字0-9按键进行汉字输入的方法，也可以使用26键全键盘，有拼音、笔画等不同类别的输入。最为通用的是T9输入法。目前有很多公司在做手机输入法研究。
  - 大键盘输入：已淘汰的输入技术。1980年代初期以前，中文信息处理技术刚刚起步，除电报码、四角号码之外还没有容易记忆的汉字编码，因而采用上万字的大键盘进行输入。这种输入法需要配备专门的打字员。
  - 鼠标输入法：曾经出现过一些通过鼠标进行录入的中文输入软件，但并没有得到普及。
  - 特殊鍵盤输入：使用特殊設計鍵盤輸入，甚至可達每分600字以上的速度。[1]

- 快速输入：
  - 中文输入因为实际的困难，为了提高输入效率，还大量发展了适合快速输入的词/句智能输入法